# Unserer lieben Frau auf dem Kapf

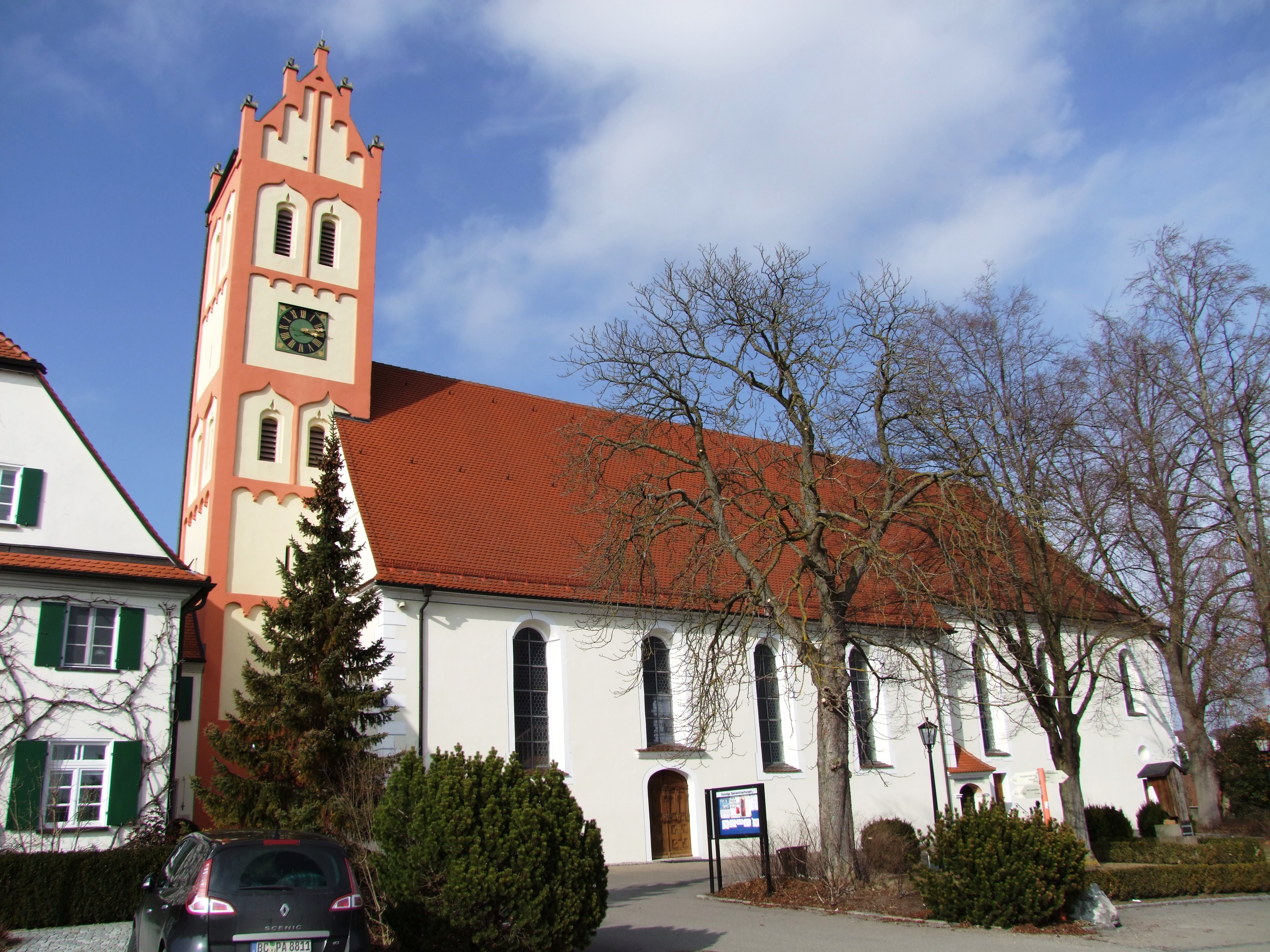
Unserer lieben Frau auf dem Kapf 2012

Unserer lieben Frau auf dem Kapf befindet sich in Aufhofen, einem Ortsteil von Schemmerhofen im Landkreis Biberach in Oberschwaben. Sie ist eine Kirche der Seelsorgeeinheit Schemmerhofen und Klosterkirche der seit dem Jahre 2005 dort ansässigen Kommunität der Oblaten der Makellosen Jungfrau Maria (OMI). Ihr Zweitpatrozinium ist dem Heiligen Michael geweiht. Sie wird daher auch St. Michael sowie Aufhofener Käppele genannt.

## Geschichte

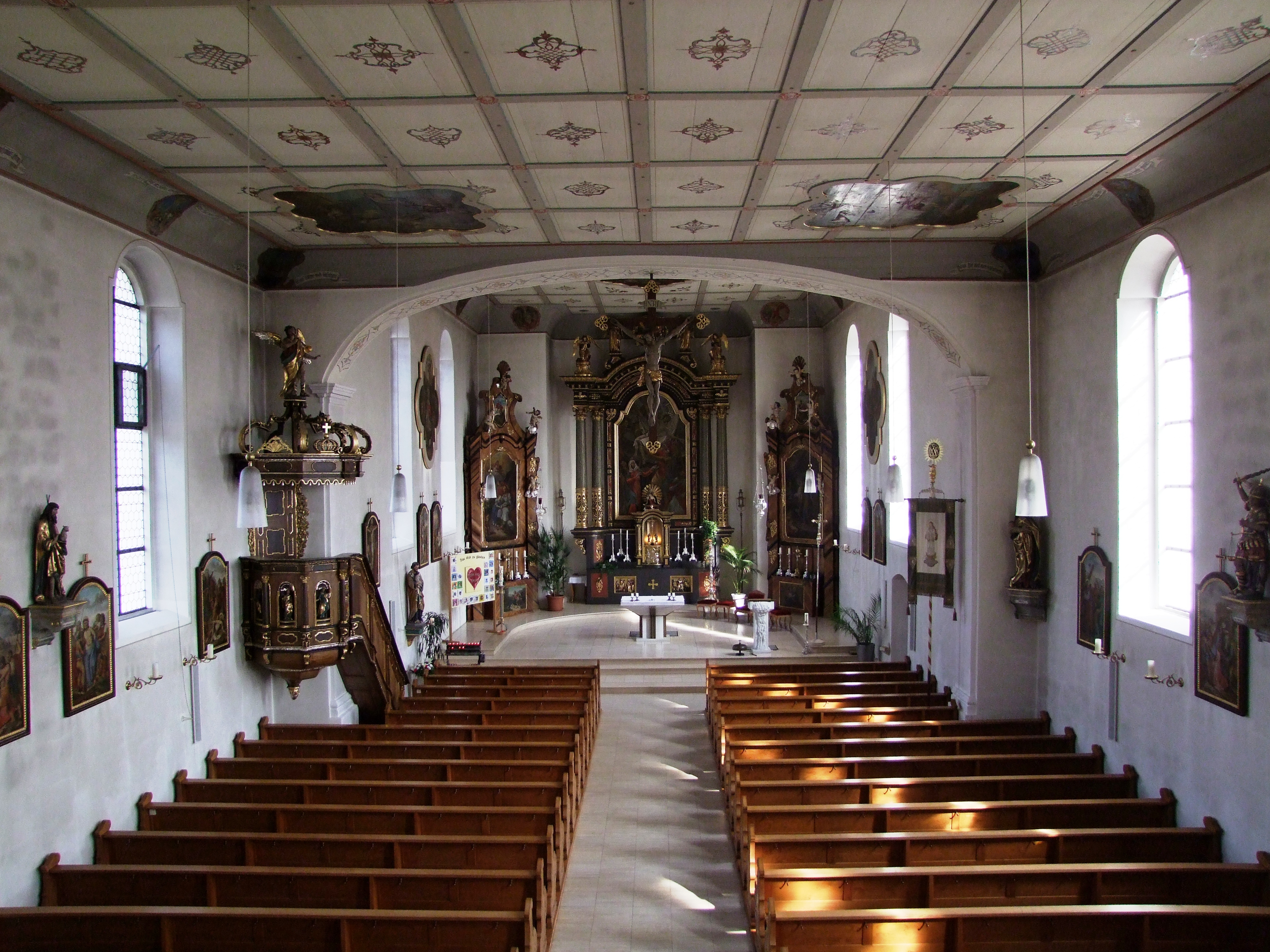
Innenansicht

Schemmerhofen befindet sich an der Bundesstraße 465 zwischen Biberach an der Riß und Ehingen an der Donau. Die ursprünglich gotische Kirche wurde Anfang des 15. Jahrhunderts errichtet. Schon früh entwickelte sich eine Wallfahrt zu dem Käppele. Papst Martin V. stellte im Jahre 1418 einen Ablassbrief zugunsten der Wallfahrer aus. In einer Urkunde vom 14. Februar 1484 bestätigt der damals zuständige Bischof von Konstanz die Wallfahrt zur Kaplanei. Die Wallfahrtskirche wurde in den Jahren 1736 bis 1738 zur heutigen Saalkirche mit Holzdecke erweitert. Am 8. Mai 1827 genehmigte König Wilhelm I. von Württemberg die Erhebung der Kaplanei zur Pfarrei. Bis zum Jahre 1919 übte der König von Württemberg im Wechsel mit dem Bischof von Rottenburg das Patronatsrecht aus. Der gotische Glockenturm aus dem Jahre 1480 war 19,5 Meter hoch. Im Jahre 1958 wurde er um zwei Geschosse erhöht. In diesem Zuge wurde der originale Turmabschluss rekonstruiert.
Am Sonntag, den 4. Februar 2012 hielt der Ministerpräsident von Baden-Württemberg Winfried Kretschmann im Käppele eine Fastenpredigt.

## Ausstattung
Zur Ausstattung gehören eine Madonna von 1460 aus der Schule um Hans Multscher und eine 80 Zentimeter hohe barocke Pietà von 1726. Die Tafelbilder aus dem Jahre 1742 wurden von Max Selg gemalt und haben das Leben der Heiligen Maria zum Thema. Zwei Glocken stammen aus den Jahren 1504 und 1511, die restlichen drei aus den Jahren 1822 und 1958.

### Orgel

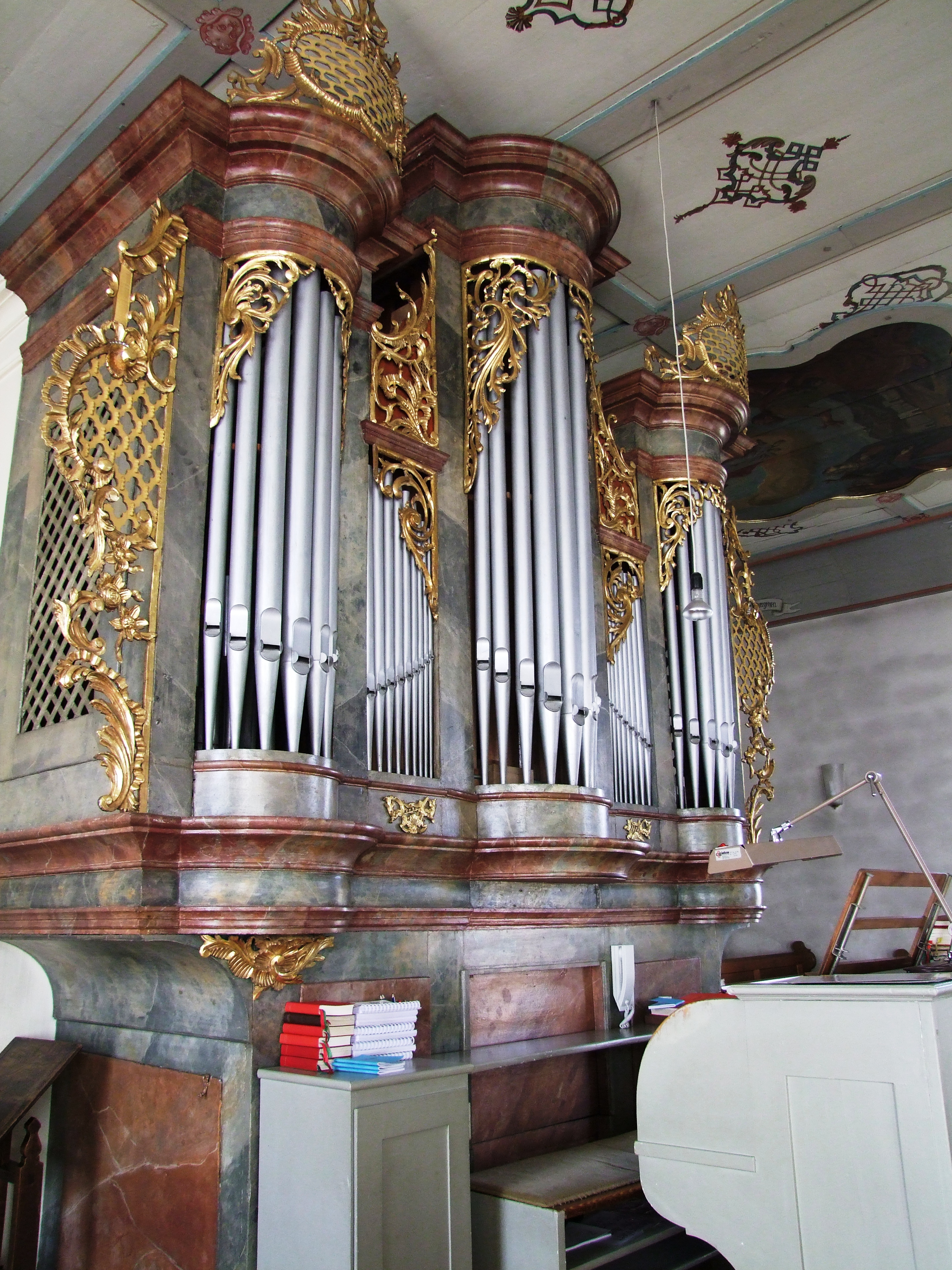
Prospekt der Orgel

Die Kirche erhielt erst im Jahr 1929 eine Orgel. Hinter ein historisches Orgelgehäuse baute Reiser Orgelbau als Opus 99 ein neues Werk mit Kegelladen. Der fünfachsige Prospekt eines unbekannten Meisters ist um 1735 bis 1740 im Stil des Rokoko gestaltet. Die Herkunft des Gehäuses ist ungeklärt; ursprünglich besaß die Orgel acht Register auf einem Manual. An den hohen runden Mittelturm schließen sich zwei Flachfelder an, die von runden Seitentürmen flankiert werden. Vergoldetes Schnitzwerk mit Rocaillen schließen die Pfeifenfelder nach oben ab und verbinden die Türme, während Ranken- und Gitterwerk die Seitentürme bekrönt und in Form von „Ohren“ die beiden Seiten verziert. Beim Einbau der Orgel wurde das Untergehäuse gekürzt und in den Boden eingelassen sowie die Bekrönung des Mittelturms entfernt, um das Instrument auf die Empore einzupassen. Die Orgel verfügt über 20 Register auf zwei Manualen und Pedal und weist eine romantische Disposition auf.
| I Manual C–f3 |    |
| Principal     | 8′ |
| Groß-Gedeckt  | 8′ |
| Konzertflöte  | 8′ |
| Salizional    | 8′ |
| Oktav         | 4′ |
| Flageolett    | 2′ |

| II Manual C–f3   |        |
| Geigen-Principal | 8′     |
| Trompete         | 8′     |
| Viola damour     | 8′     |
| Nachthorn        | 8′     |
| Aeoline          | 8′     |
| Voxcelest        | 8′     |
| Rohrflöte        | 4′     |
| Rauschquinte     | 2 ⁄3′  |
| Terz             | 1 3⁄5′ |
| Mixtur           | 2 ⁄3′  |
| Tremolo          |        |

| Pedal C–d1 |     |
| Violonbass | 16′ |
| Subbass    | 16′ |
| Zartbass   | 16′ |
| Oktavbass  | 8′  |

- Koppeln:
  - Normalkoppeln: I/P, II/P
  - Superoktavkoppeln: I/I, II/I
  - Suboktavkoppeln: II/I
- Spielhilfen: Feste Kombinationen (p, mf, f, Tutti, Handregister ab, Zungen ab, Crescendo ab, Pedal Piano ab), Auslöser, Crescendowalze